# Bernard Stuart, lord de Aubigny
Bernard Stuart, lord de Aubigny sau Berault Stewart, al patrulea lord de Aubigny (n. 1452 – d. 15 iunie 1508) a fost un militar francez, comandant al Garde Écossaise (Garda scoțiană) și diplomat scoțian. 

## Cariera militară
Berault intră în Garde Écossaise și devine conte de Perche.
Ulterior, aceasta va servi drept căpitan al Château de Vincennes, căpitanul și guvernator al castelului și a orașului Melun, căpitan și guvernator de Vire, executor judecătoresc de Berry, consilier și șambelan a regelui și căpitan de Harfleur Montivilliers, căpitanul arcașilor scoțieni, căpitanul a 100 de lăncieri scoțieni și cavaler al Ordinului a regelui.

### Primul război italian
Acesta este numit locotenent general al regelui din Napoli în martie 1494, iar mai apoi guvernator al Calabriei și contabil de Napoli. A participat la bătălia de la Terranova în 1495, și la prima bătălie de la Seminara.
Stuart este numit mare ofițer al coroanei franceze din regatul Neapolelui în august 1496, tot el va negocia predarea Gaetei în noiembrie 1496, întorcându-se în Franța în 1497.

### Al doilea război italian
Acesta este numit locotenent general al regelui în ducatul Milanului și comitatul Paviei, și va comanda armata de 15.000 de oameni trimiși în Italia în iunie 1499, capturând Annona.
Este numit guvernator al Val Telina în octombrie 1499 și apoi guvernator al Milanului. El a participat capturarea Romei în iunie 1501, la asediul orașului Capua în iunie 1501 pentru a câștiga Tripalda în iunie 1502, asediul și predarea Canosei, la a doua bătălie de la Terranova, la asediile orașelor Gerace și Rocetta în decembrie 1502, în bătălia de la Montleone în februarie 1503 și la a doua bătălie de Seminara.
După înfrângerea militară franceză la Gioia, va pierde Calabria în 1503 și va fi luat prizonier în luna mai a aceluiași an.
Experiența sa militară i-a permis să scrie Tratat despre Arta războiului.

## Cariera politică
În timp de pace, Berault a executat rolul de ambasador al regelui Franței în Anglia și Scoția (între 1484 și 1508) și ambasador în Italia (între 1491 și 1494). De asemenea, Berault l-a însoțit pe Ludovic al XII-lea în Genova și Napoli în 1507.
Moare în 1508 în timp ce era trimis ca ambasador. 